# Isak Hansen-Aarøen
Isak Hansen-Aarøen (Tromsø, 2004. augusztus 22. –) norvég korosztályos válogatott labdarúgó, az AaB Fodbold játékosa kölcsönben a német Werder Bremen csapatától.
Hansen-Aarøen a Tromsø felnőtt csapatában 15 évesen mutatkozott be, a norvég másodosztályban, mielőtt 2020-ban leigazolta volna a Manchester United. A norvég válogatottban szerepelt U15-ös, U16-os, U18-as és U19-es szinten.

## Pályafutása

### Klubcsapatokban

#### Tromsø
Hansen-Aarøen a Tromsø utánpótlás csapatában kezdte karrierjét. Tíz évesen részt vett a Manchester United Soccer Schools World Skills Final tornán, amit a United edzőközpontjában tartottak. 2019-ben Hansen-Aarøen megnyerte az U15-ös Az év tehetsége díjat, amit a Norvég labdarúgó-szövetség, a TV 2 és a Heroes of Tomorrow ad át.
2020. július 6-án mutatkozott be a Tromsø színeiben, Kent-Are Antonsen cseréjeként. Mindössze néhány percet játszott a Kongsvinger elleni 2–0-ás eredményű másodosztályú bajnokin. A csapat történetének legfiatalabb játékosa lett, 15 évesen és 323 naposan.

#### Manchester United
2020 augusztusában a Manchester United bejelentette Hansen-Aarøen érkezését. Az akkor 15 éves játékos korábban megmutatta magát a Liverpool és az Everton megfigyelőivel is, de mindkét klub szerződtetése ellen döntött. Szeptember 29-én szerezte meg első gólját a United U21-es csapatában, a Rochdale elleni EFL Trophy-mérkőzésen. Október 2-án mutatkozott be a Premier League 2-ban, a Blackburn Rovers U23-as csapata ellen. 2021. augusztus 27-én írta alá első profi szerződését a Manchester United csapatával.

#### Werder Bremen
2024. február 1-jén a német átigazolási időszak utolsó napján aláírt a német Werder Bremen csapatához. 2024. március 30-án debütált a bajnokságban Skelly Alvero cseréjeként a VfL Wolfsburg ellen 2–0-ra elveszített mérkőzésen. 2024 decemberében, miután a második csapatban kapott lehetőséget, bejelentették, hogy a szezon második felére kölcsönbe csatlakozik a dán AaB Fodboldhoz.

### A válogatottban
Hansen-Aarøen a norvég válogatottban szerepelt U15-ös, U16-os, U18-as és U19-es szinten. 2020. február 20-án a szlovák U16-os válogatott ellen mesterhármast szerzett.

## Statisztikák
2022. december 13. szerint.
| Klub                  | Szezon   | Bajnokság   | Bajnokság | Bajnokság | Kupa  | Kupa  | Ligakupa | Ligakupa | Nemzetközi | Nemzetközi | Egyéb | Egyéb | Összesen | Összesen |
| Klub                  | Szezon   | Liga        | Mérk.     | Gólok     | Mérk. | Gólok | Mérk.    | Gólok    | Mérk.      | Gólok      | Mérk. | Gólok | Mérk.    | Gólok    |
| --------------------- | -------- | ----------- | --------- | --------- | ----- | ----- | -------- | -------- | ---------- | ---------- | ----- | ----- | -------- | -------- |
| Tromsø                | 2020     | 1. divisjon | 7         | 0         | —     | —     | —        | —        | —          | —          | —     | —     | 7        | 0        |
| Manchester United U21 | 2020–21  | —           | —         | —         | —     | —     | —        | —        | —          | —          | 1     | 0     | 1        | 0        |
| Manchester United U21 | 2022–23  | —           | —         | —         | —     | —     | —        | —        | —          | —          | 3     | 0     | 3        | 0        |
| Manchester United U21 | Összesen | Összesen    | —         | —         | —     | —     | —        | —        | —          | —          | 4     | 0     | 4        | 0        |
| Összesen              | Összesen | Összesen    | 7         | 0         | 0     | 0     | 0        | 0        | 0          | 0          | 4     | 0     | 11       | 0        |

1. 1 2  Pályára lépések az EFL Trophy-ban